# Sainte-Colombe (Doubs)
Sainte-Colombe is een gemeente in het Franse departement Doubs (regio Bourgogne-Franche-Comté) en telt 232 inwoners (1999). De plaats maakt deel uit van het arrondissement Pontarlier.

## Geografie
De oppervlakte van Sainte-Colombe bedraagt 10,6 km², de bevolkingsdichtheid is 21,9 inwoners per km².

## Verkeer en vervoer
In de gemeente ligt spoorwegstation Sainte-Colombe.
De onderstaande kaart toont de ligging van Sainte-Colombe (Doubs) met de belangrijkste infrastructuur en aangrenzende gemeenten.

## Demografie
Onderstaande figuur toont het verloop van het inwonertal (bron: INSEE-tellingen).